# PAR-Scheinwerfer

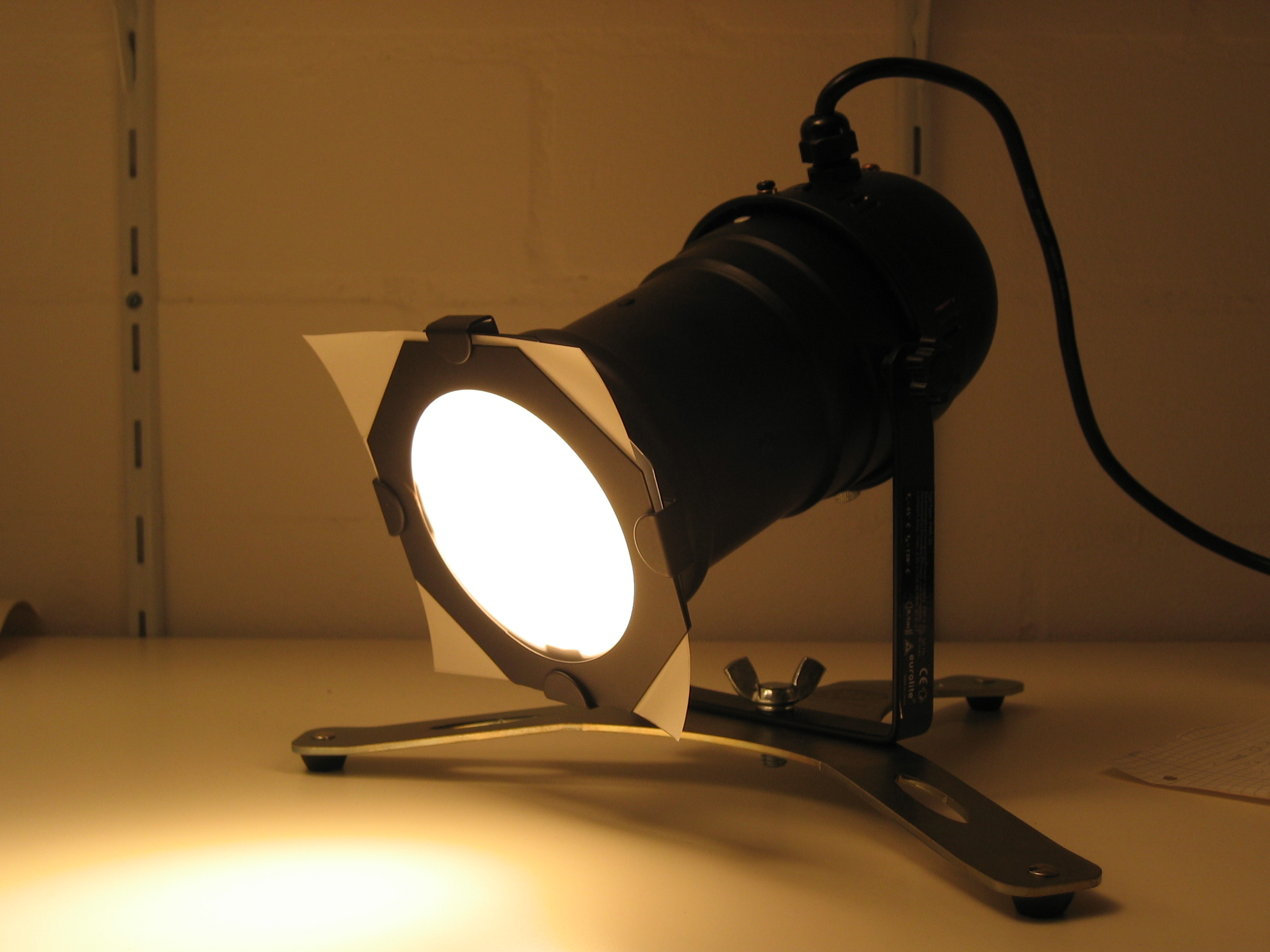
PAR-30 Scheinwerfer mit vorgesetzter Frostfolie und Bodenstativ

Ein PAR-Scheinwerfer (englisch parabolic aluminized reflector), auch PAR-Kanne (englisch PAR-can), ist ein in der Veranstaltungsbeleuchtung häufig eingesetzter Scheinwerfer.
Es wird zwischen der ursprünglichen langen Form (longnose) und einer kurzen Form (shortnose) unterschieden.
Der Durchmesser des standardisierten Gehäuses – bzw. der kreisförmigen Lichtaustrittsfläche – wird in Achtelzoll notiert. Gebräuchlich sind PAR 16, 20, 30, 36, 38, 56 und 64. Die häufigsten Erscheinungsformen sind die PAR 64 longnose und PAR 56 shortnose für flächige Ausleuchtung und PAR 36 als Punktstrahler (pinspot).

## Geschichte
Die früher auch „Punchlight“ genannten PAR-Scheinwerfer sind in den späten 1950er Jahren in den USA entstanden. Wahrscheinlich hat die US-amerikanische Herstellerfirma Altman als erste diese Scheinwerfer in großen Stückzahlen hergestellt. Dabei wurde bis in die 1970er Jahre ausschließlich schwerer Stahl für die noch aufwändig mit innenliegenden Kühlblechen gefertigten Gehäuse verwendet. Ab 1978 wurden die Gehäuse aus einem runden Stück (Ronde) leichten Aluminiumblechs ohne Kühlbleche gefertigt.
Später wurde das Design weiter perfektioniert. So findet man heutzutage Strahler mit integriertem Splitterschutz, Schnappverschluss für die Halterung des Filterrahmens oder weiteren anbaubaren Elementen (wie z. B. Barndoors, also Abblendflügel).

## Technik

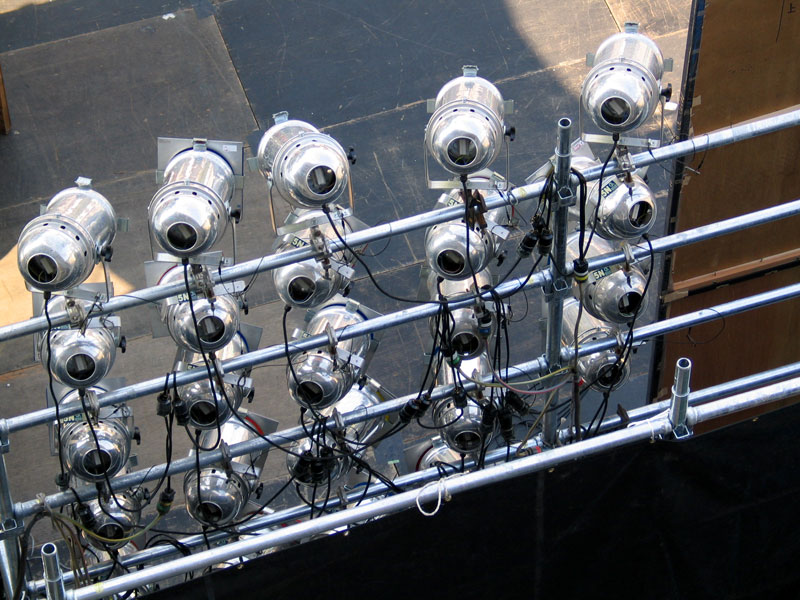
PAR-Scheinwerfer

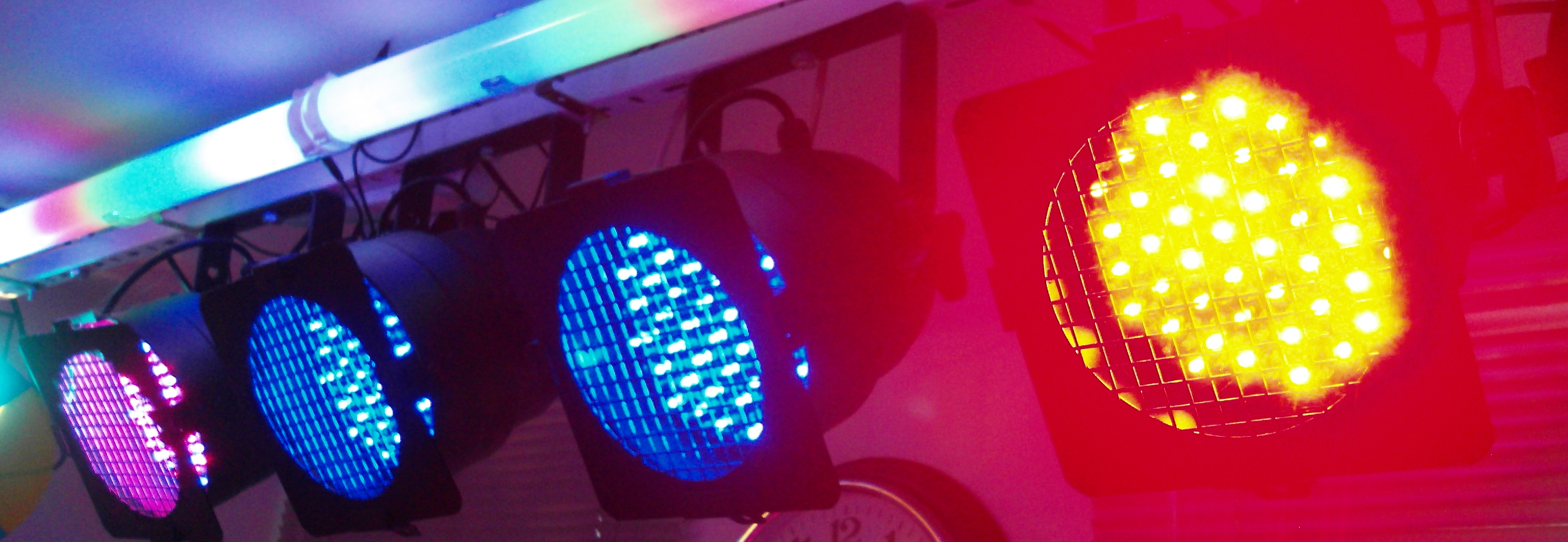
LED-Scheinwerfer mehrfarbig, Digital Multiplex (DMX), PAR ähnlich

Unter der Kappe am hinteren Ende sitzt das Leuchtmittel, welches in der Längsachse drehbar ist, um den bei manchen Leuchtmitteln asymmetrischen Öffnungswinkel ausrichten zu können. An der Vorderseite befinden sich meist Halterungen für Farbscheiben und Torblenden.

## Leuchtmittel

### Glühlampe
Ursprünglich benutzen PAR eine Glühlampe als Leuchtmittel.
Die üblichen Leuchtmittel für PAR 64 sind sealed beam Lampen (integrierter Reflektor) mit dem LIF-Code CP/60 (cp/60) bis 62 mit je 1 kW, sowie CP/86 bis 88 mit 500 W Leistung. Daneben existieren sogenannte Raylight-Reflektoren, die die Verwendung von günstigeren, reflektorlosen Brennern (GX 9,5/GY 9,5) erlauben. Diese erzeugen jedoch ein ungleichmäßigeres Licht und belasten durch das fehlende Glas die Farbfilter stärker.
Weiterhin sind Landescheinwerfer-Leuchtmittel (28 Volt) erhältlich, die, in Reihe geschaltet zu Gruppen mit je acht Stück (8 × 28 V), eingesetzt werden, um einen „Fingereffekt“ (Schatten) zu erzeugen. In der Branche werden diese Achtergruppen ACL (air-craft-landing = Landescheinwerfer) genannt. Die Leuchtmittel sind üblicherweise in Größen für PAR 30, PAR 56 oder PAR 64 erhältlich und weisen eine Nennleistung von 250 W oder 650 W auf.
Kleine PAR-36-Leuchtmittel besitzen eine Halogen-Glühlampe mit 6 Volt / 30 Watt, integriert in einen Paraboloid-Reflektor aus Blech und/oder Pressglas. Sie werden auch farbig angeboten und dienen als Lichtakzent oder zur Anstrahlung von Spiegelkugeln. Ein passender Transformator ist meist integriert.

### LED-Technik
Seit 2006 werden PAR-Scheinwerfer in unterschiedlichen Größen auch mit LEDs angeboten und lösen zunehmend die konventionellen Leuchtmittel ab. Die LED-PARs sind über Digital Multiplex (DMX) in der Lichtfarbe und Lichtstärke individuell regelbar. Meist besitzen sie zusätzlich einen Strobe-Effekt oder vorinstallierte Farbmakros. Mit Einführung stärkerer LEDs in der Stärke von 1 Watt bis 3 Watt und den so genannten „Tri-LEDs“ ist der Unterschied inzwischen nicht mehr so groß. Durch die Ergänzung von zusätzlichen LEDs, kaltweißen LEDs (ca. 5600 K), warmweißen LEDs (ca. 3200 K) oder gelben LEDs (Amber), eignen sich die LED-Leuchtmittel auch zur konventionellen Ausleuchtung von Bühnen. Besonders bei farbigem Licht wird die Beleuchtungswirkung von Scheinwerfern mit veraltenden Glühlampen mit einer elektrischen Leistung von bis zu 1 kW erreicht. 
Deutliche Vorteile bestehen in dem wesentlich geringeren Stromverbrauch, der geringeren Eigenerwärmung, der Langlebigkeit und der durch LED-Panels möglichen flacheren Bauform. Zudem wird das Licht bei den LED-PARs prinzipbedingt aus den Grundfarben Rot, Grün und Blau (oft auch ergänzt durch weitere Farben bzw. weiß) erzeugt, so dass ein Scheinwerfer viele Farben darstellen kann. Die Helligkeitssteuerung erfolgt mittels eines Pulsweitenmodulators, der meistens im Gerät verbaut ist und per DMX-Signal angesteuert wird. Die neueste Generation von LEDs ist auch so klein, dass sie wieder in einem Reflektor sitzt (COB, Chip-on-Board-Technologie) und von bisherigen Leuchtmitteln kaum zu unterscheiden ist. Nachteil von LEDs – vor allem in billigen LED-PAR-Scheinwerfern aus dem halbprofessionellen Umfeld – ist ihre oftmals schlechte Farbwiedergabe.

### Maße Leuchtmittel
| Bezeichnung (mit Ø in Achtelzoll) | Ø [Zoll] | Länge* [Zoll] | Ø [mm] | Länge [mm] | Anmerkung     |
| --------------------------------- | -------- | ------------- | ------ | ---------- | ------------- |
| PAR 16                            | 2        | 3 1⁄100       | 50,8   | 81,3       |               |
| PAR 20                            | 2 ½      | 3 ⅜           | 63,5   | 85,7       |               |
| PAR 30S                           | 3 ¾      | 3 ⅝           | 95,2   | 92,1       | short nose    |
| PAR 30L                           | 3 ¾      | 4 ½           | 95,2   | 114,3      | long nose     |
| PAR 36                            | 4 ½      | 2 ¾           | 114,3  | 69,8       |               |
| PAR 38                            | 4 ¾      | 5 ⁄16         | 120,6  | 134,9      | häufig in EU* |
| PAR 56                            | 7        | 5             | 177,8  | 127,0      |               |
| PAR 64                            | 8        | 6             | 203,2  | 152,4      |               |

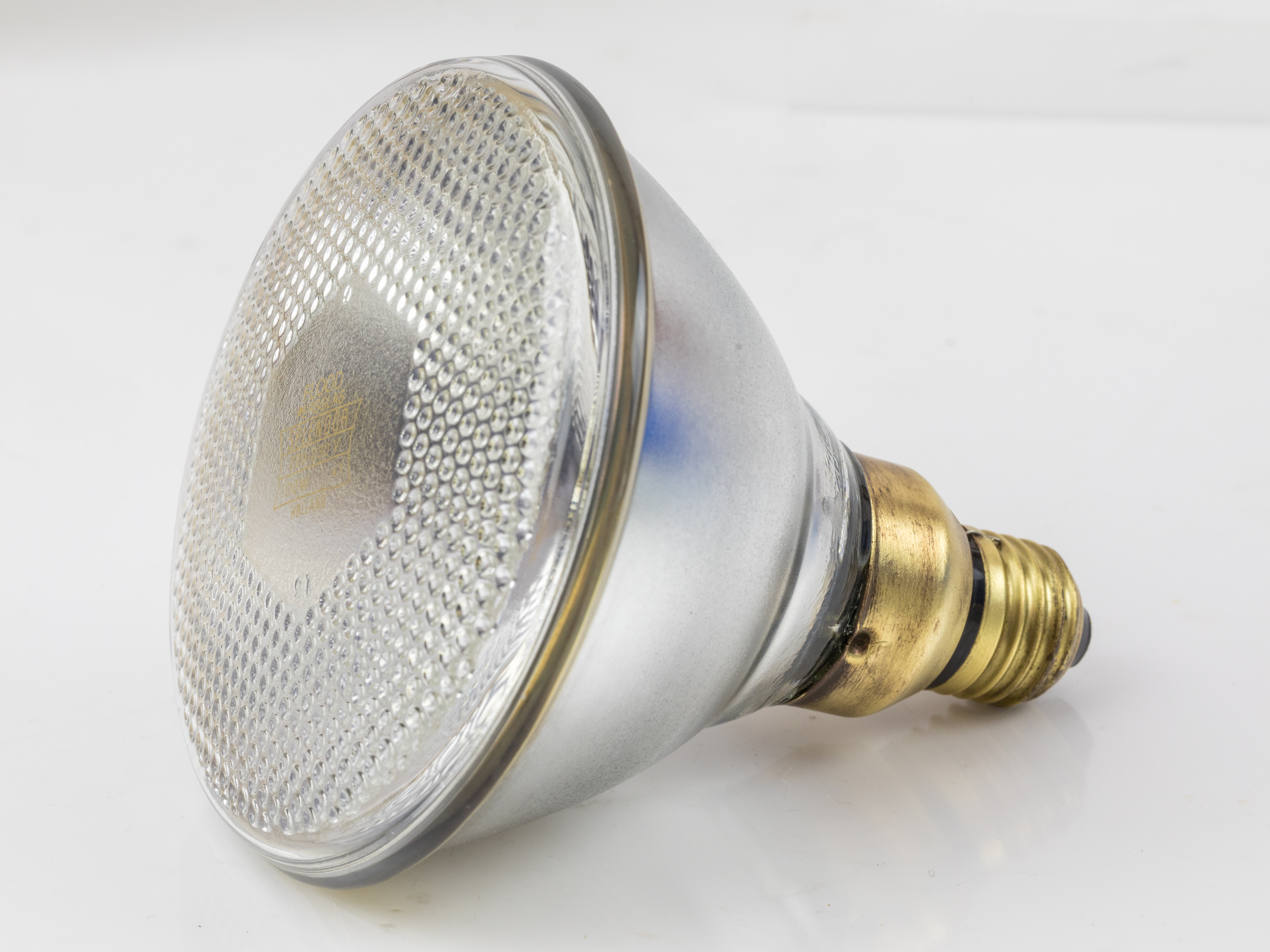
Pressglas-Leuchtmittel „Flood“, 230 V / 100 W, E27-Sockel, Bauform PAR 38

* Pressglas-Leuchtmittel in Version Spot oder Flood, mit 230 V Wolframdoppelwendel mit 100 oder 150 W Leistung, E27-Schraubsockel, Reflektorglas in Fassungen mit Silikonlippendichtung spritzwasserfest eindichtend, fand zumindest in D-A-CH in Geschäften, Wohnungen, Gärten weite Verbreitung. Seit etwa 2015 durch eine etwas effizientere 80-W-Halogen-Version mit 680 lm ersetzt.

### Abstrahlwinkel
Es werden Leuchtmittel mit verschiedenen Abstrahlwinkeln angeboten: 

#### Spot
- VNSP (Very Narrow Spot) → ca. < 10°
- NSP (Narrow Spot) → ca. 10°
- WSP (Wide Spot) → ca. 16°

#### Flood
- MFL (Medium Flood) → ca. 25°
- WFL (Wide Flood) → ca. 40°
- VWFL (Very Wide Flood) → ca. > 40°

## Anwendung
PAR-Scheinwerfer werden in der Veranstaltungstechnik üblicherweise an sogenannten 4er-,6er- oder 8er-Bars hängend montiert, wobei die Kabelführung oft in den Bar (Balken) integriert ist. Dies korrespondiert mit der üblichen Sechsereinteilung der Kanalzüge auf Lichtmischpulten. Im Bereich der Clubbeleuchtung (Discothek) werden auch Lichtbars mit 4 Stromkreisen angeboten, da die klassische Clubbeleuchtung auf 4-kanalige Lichtmischung (Lichtorgel) ausgelegt ist. Eine weitere Einsatzform sind sogenannte Floorspots oder Floormounts, bei denen der Scheinwerfer auf eine Bodenplatte montiert oder mit zwei Bügeln zum Aufstellen versehen wird.
Für allgemeine Beleuchtungszwecke werden vor allem PAR 16-, PAR 30- und PAR 38-Lampen zum direkten Betrieb im normalen Haushaltsstromnetz angeboten. Bei herkömmlicher Glühlampentechnik sind Strahlungswinkel von ca. 12° („spot“) und ca. 30° („flood“) handelsüblich, bei Energiesparlampentechnik oder mit LED liegen die Strahlungswinkel oft in der Nähe von 100°. LED erreichen inzwischen auch Winkel von bis zu 20°.

## Zubehör
Um das Licht in diversen Farben bunt darzustellen, gibt es spezielle Farbfilter-Folien, die mithilfe einer Halterung vor dem Scheinwerfer angebracht werden können. Zum Sichern des Scheinwerfers und des Zubehörs werden, wie in der Bühnen- und Veranstaltungstechnik allgemein verpflichtend, Fangseile (englisch Safety-Ropes oder Safeties) in Form von Stahlseilen eingesetzt, die man an den Scheinwerfern befestigen kann (vergleiche DGUV Vorschrift 17 § 7).